# 陳日昇
陳日昇（1984年9月28日—），台灣知名魔術師，曾獲2010年日本海國際魔術大賽冠軍，觀眾票選最佳魔術師。2010年馬來西亞魔術大賽冠軍，亞洲魔術師聯盟特別獎，擅長舞臺魔術、互動魔術及近距離魔術演出，為華人少數能兼具三者的全方位魔術師，並多次擔任電視魔術節目評審及演出嘉賓。
2012年與國際巨星成龍在大陸央視《我要上春晚》同台演出。
2018年年初於台北市政府101跨年晚會中擔任壓軸嘉賓，並現場變出騎乘重機的台北市長柯文哲與其夫人陳佩琪。同年，賭上自己的魔術生涯，在Lamigo桃猿隊邀請下成功預言球賽比數。
2020年2月1日，遭遇因COVID-19疫情所導致的「鑽石公主號遊輪隔離事件」，所幸最後順利回台。

## 個人簡介
自七歲接觸到第一個魔術道具，就被背後的科學原理吸引，也在心中發願未來要當魔術師。大學時擔任國立政治大學魔術社第五屆社長，並多次參加魔術演出。
2007年首次參加中國電視公司綜藝節目《綜藝大哥大》演出，獲得張菲的賞識，更間接促成台灣首次魔術選秀節目《大魔競》(Magic) 的誕生，其節目培養出許多魔術新秀，颳起兩岸各地的魔術風潮。
其後進入替代役藝工隊「反毒大使團」，成為表演團中的第一代魔術師，2008年退伍後，在家人反對下成為專業魔術師，但為取得認同，他決定在 2010年參加亞洲等級最高的《日本海國際魔術大賽》，結果一舉奪冠，隨後成立個人工作室，也逐漸獲家人支持。
之後陸續獲得國際獎項肯定，並受邀至國內外魔術大會，擔任演出嘉賓及講師，投入魔術教學的行列。
世界魔術大師Max Maven更譽為「具有高度商業價值的演出」。
2012年開始活耀於兩岸四地電視節目，擔任節目演出嘉賓以及選秀節目評審。
「視覺的衝擊，來嘍！」為其招牌台詞。《死亡釘槍》及《魔幻金沙畫》為其著名之魔術表演。
他同時也投身公益，期望用「溫暖的魔術」帶給台灣正能量。例如2016年時便和弘道老人福利基金會合作、表演魔術給長者觀賞，當時他還收了高齡90歲的學生，傳授他把手帕變不見、紙袋裡變出一束花、空盒子變出活鴿等戲法，老人家練完後還登台表演。

## 經歷
- 魔術界奧斯卡梅林獎 最佳舞台創意魔術師
- 2010年，獲得日本海國際魔術大賽總冠軍和觀眾票選最佳魔術師。[1]
- 2010年，獲馬來西亞國際魔術大賽總冠軍及亞洲魔術師聯盟特別獎。[2]
- 2010年，韓國釜山BIMF魔術大會嘉賓特別獎。
- 2011年，受邀至大陸北京大學擔任魔術客座講師，是首位進入北大演講的台灣魔術師，並獲頒榮譽證書。
- 2012年，受邀至大陸央視《我要上春晚》節目，與國際巨星成龍同台演出。
- 2012年，代表台灣，參加三年一次的魔術界奧運-FISM（ 國際魔術聯盟 ）世界魔術大賽 (於英國黑池舉辦)。
- 2014年，受邀至法國巴黎電視台知名電視節目《Le Plus Grand Cabaret du monde（法语：Le Plus Grand Cabaret du monde）》現場演出。[13]
- 2015年，擔任第十七屆台北電影節頒獎典禮特別演出嘉賓。
- 2015年，舉辦《陳日昇-秘密衝擊》亞洲巡迴魔術秀。
- 2016年，日本東京電視台跨年特別節目《真假難分的不可思議瞬間！30秒後見證！》（ウソのような本当の瞬间!30秒后に绝对见られるTV）演出嘉賓。
- 2018年，台北市政府101跨年晚會擔任壓軸演出，並於現場變出騎乘重機的台北市長柯文哲與其夫人陳佩琪。
- 2018年，Lamigo 桃猿職棒《Lamigo魔術趴》，受邀演出，並成功預言球賽比數。[14]

## 作品
- 魔幻讀心術撲克牌 《太陽神之光》

## 參與節目
- 中華電視公司《綜藝大哥大》
- 臺灣電視公司《鑽石夜總會》
- 日本TBS電視台《Asian Ace》
- 中國中央電視台《我要上春晚》
- 香港電視廣播有限公司《街頭魔法王之魔王之王》
- 三立電視台《綜藝大熱門》
- 中天電視台《麻辣天后宮》
- 壹電視《我是救星》節目專訪
- 東森電視台《台灣啟示錄》節目專訪
- 中華電視公司《POWER SUNDAY綜藝百分百》比賽評審老師
- 中華電視公司《達人總動員》比賽評審老師
- 無線衛星電視台(TVBS)《當掌聲響起》
- 中國電視公司《魔力全開》
- 中華電視公司《十點名人堂》
- 中天電視台《大學生了沒》
- 八大電視台《姊姊妹妹站起來》
- 八大電視台《火線對話》現場LIVE訪問
- Momo親子台《魔法小學堂》
- 年代電視台《娛樂大風暴》